# Sauris subfulva
Sauris subfulva är en fjärilsart som beskrevs av W. Warren 1905. Sauris subfulva ingår i släktet Sauris och familjen mätare. Inga underarter finns listade.